# Mandevilla fragilis
Mandevilla fragilis är en oleanderväxtart som beskrevs av R. E. Woodson. Mandevilla fragilis ingår i släktet Mandevilla och familjen oleanderväxter. Inga underarter finns listade i Catalogue of Life.